# بازیلیکا صلیب مقدس در اورشلیم
بازیلیکا صلیب مقدس در اورشلیم (لاتین: Basilica Sanctae Crucis in Hierusalem) یک کلیسا کاتولیک در رم، ایتالیا است.
این کلیسا که در سال ۳۲۵ میلادی تاسیس شده دارای ۷۰ متر طول و ۳۷ متر عرض است.

## نگارخانه

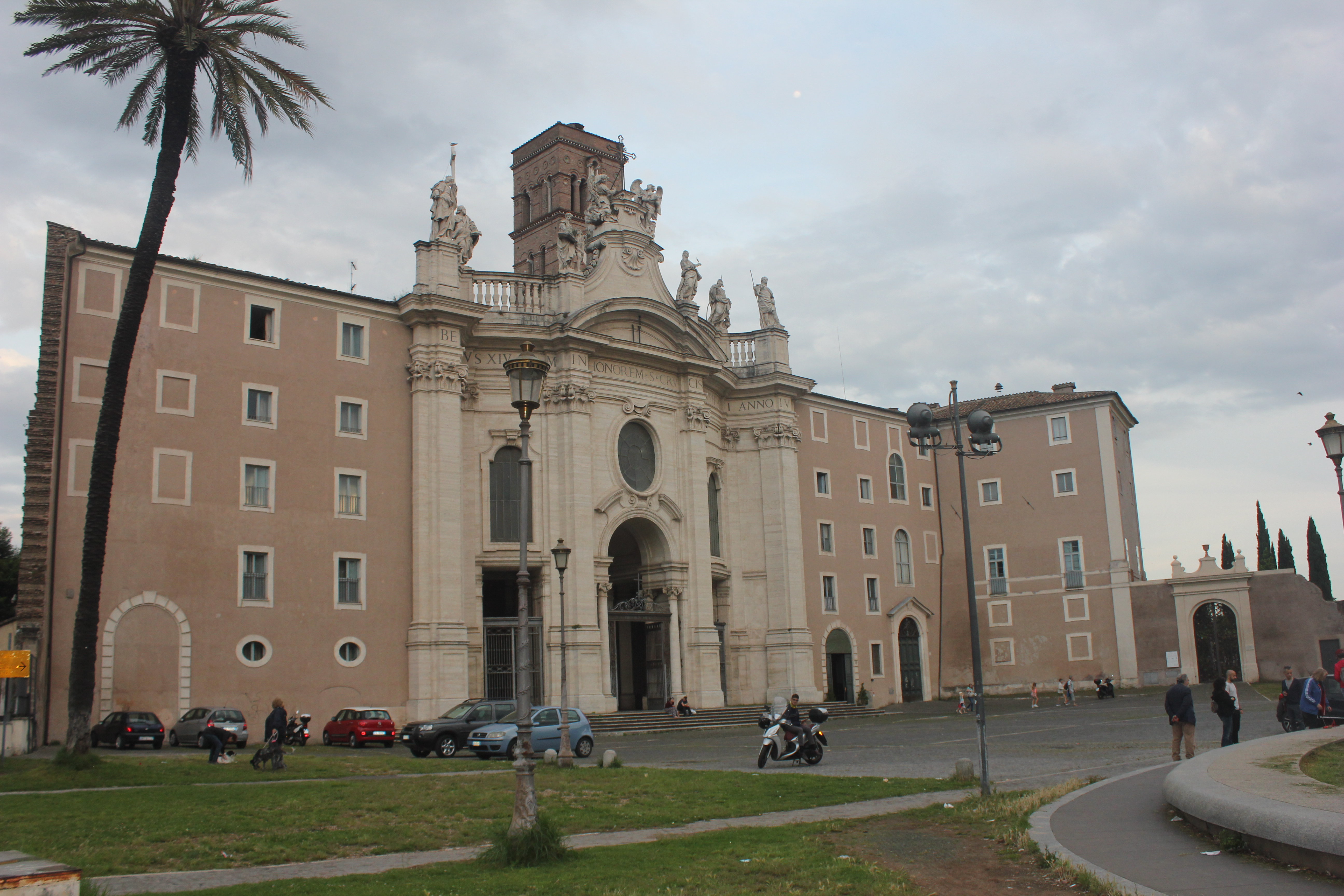
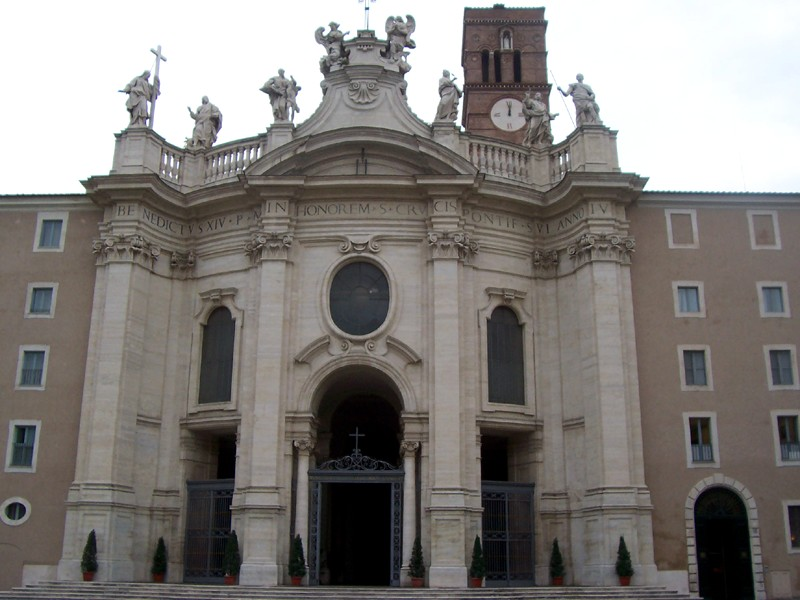
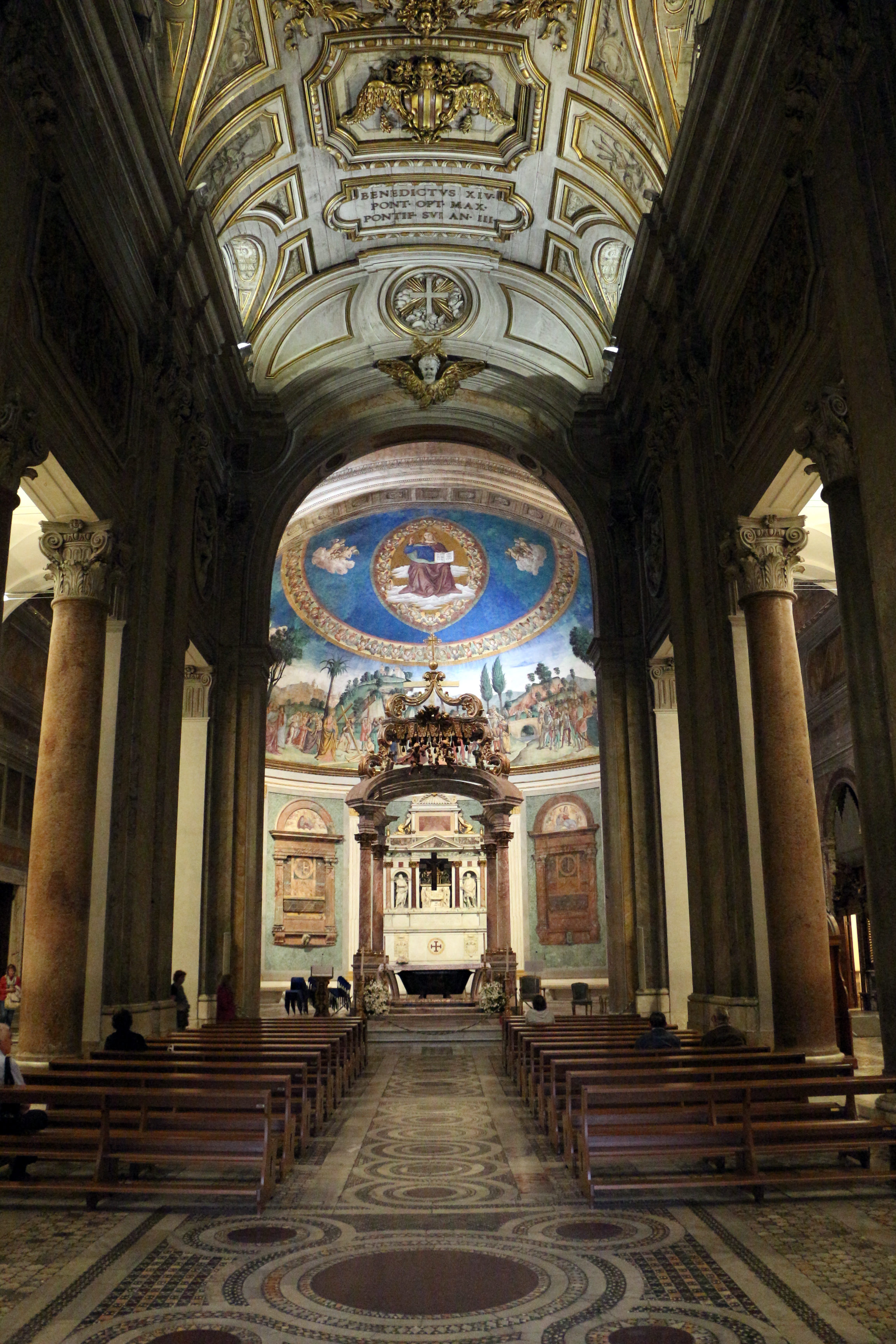
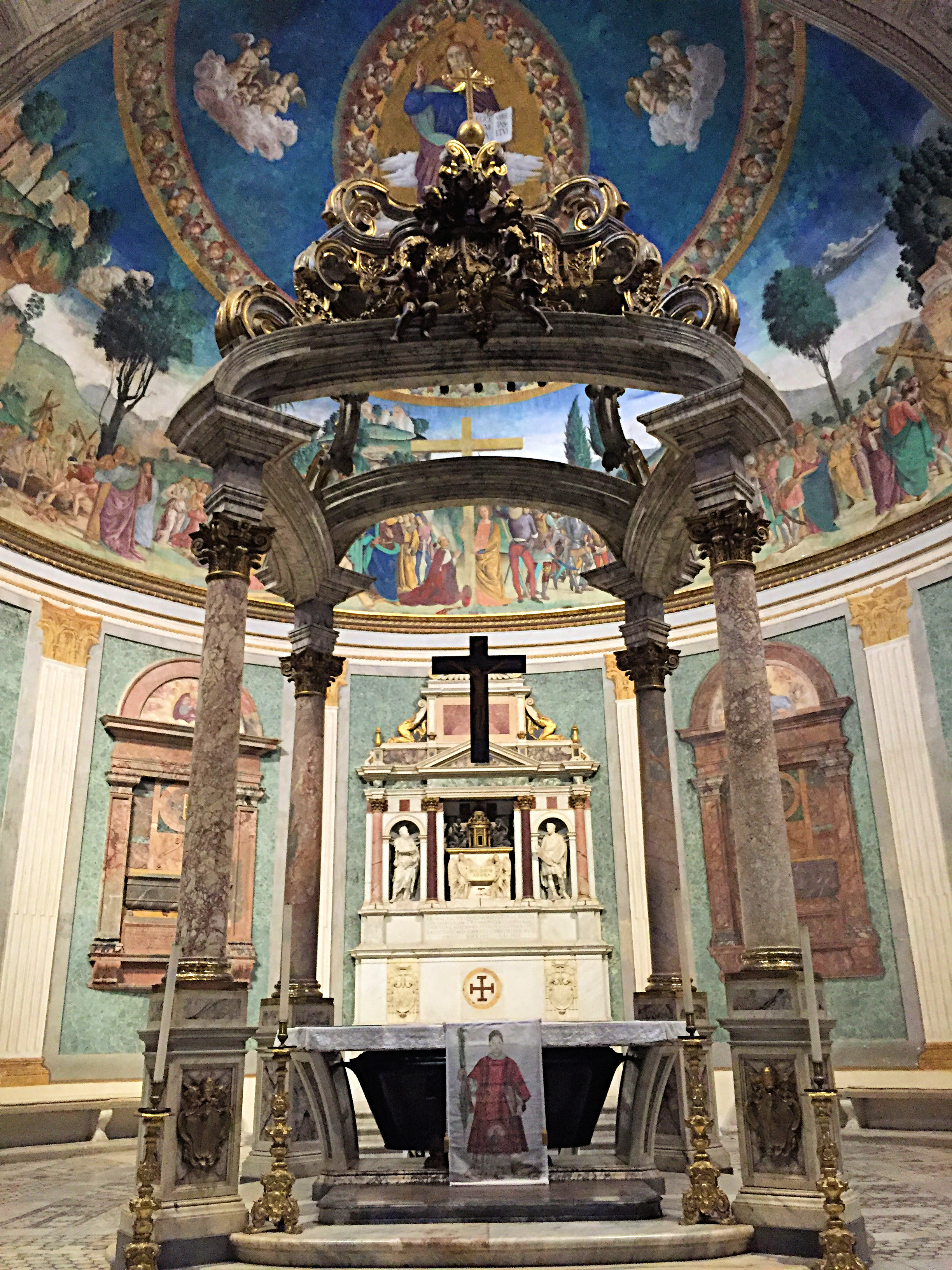